# Seznam pompejských prelátů

## Protektoři svatyně v Pompejích (1890–1926)
- kardinál Raffaele Monaco La Valletta (1890–1897)
- kardinál Camillo Mazzella (1897–1900)
- kardinál Giuseppe Prisco (1900–1906)
- kardinál Augusto Silj (1906–1926)

## Preláti územní prelatury a papežští delegáti pro baziliku
- Carlo Cremonesi (1926–1928)
- Antonio Anastasio Rossi (1927–1948)
- Roberto Ronca (1948–1955)
- Aurelio Signora (1957–1977)
- Domenico Vacchiano (1978–1990)
- Francesco Saverio Toppi OFMCap (1990–2001)
- Domenico Sorrentino (2001–2003)
- Carlo Liberati (2003–2012)
- Tommaso Caputo (od 2012)